# Kheyrāt
Kheyrāt (persiska: خيرات) är en ort i Iran.   Den ligger i provinsen Golestan, i den norra delen av landet, 300 km öster om huvudstaden Teheran. Kheyrāt ligger 359 meter över havet och antalet invånare är 348.
Terrängen runt Kheyrāt är kuperad åt nordväst, men åt sydost är den bergig.Runt Kheyrāt är det ganska tätbefolkat, med 139 invånare per kvadratkilometer. Närmaste större samhälle är Gorgan, 12,5 km väster om Kheyrāt. I omgivningarna runt Kheyrāt växer i huvudsak blandskog.